# Giwat Szappira
Giwat Szappira (hebr.: גבעת שפירא) – moszaw położony w samorządzie regionu Emek Chefer, w Dystrykcie Centralnym, w Izraelu.
Leży na równinie Szaron w odległości 3 km na północny wschód od miasta Netanja, w otoczeniu moszawów Awichajil, Bitan Aharon i Kefar Chajjim, kibuców Mabarot i Miszmar ha-Szaron, oraz wioski Bat Chen.

## Historia
Moszaw został założony w 1958. Nazwany na cześć Zvi Hermana Schapiry, który był inicjatorem utworzenia Żydowskiego Funduszu Narodowego.

## Gospodarka
Gospodarka moszawu opiera się na rolnictwie i sadownictwie.

## Komunikacja
Przy moszawie przebiega autostrada nr 2  (Tel Awiw-Hajfa). Wjazd na autostradę jest węzłem drogowym z drogą nr 5710 , którą jadąc na zachód dojeżdża się do moszawu Chawaccelet ha-Szaron, natomiast jadąc na północ dojeżdża się do wioski Bat Chen oraz moszawu Bitan Aharon.